# The Man and The Journey Tour
The Man and The Journey Tour는 1969년 3월부터 9월까지 이루어진 영국의 록 밴드 핑크 플로이드의 콘서트 투어로 The Man and the Journey의 노래를 연주하였다.

## 세트리스트
대부분의 콘서트에서 이루어진 세트리스트는 다음과 같다.
세트 원
| #  | 제목            | 재생 시간 |
| -- | --------------- | --------- |
| 1. | 〈"Daybreak"〉  |           |
| 2. | 〈"Work"〉      |           |
| 3. | 〈"Teatime"〉   |           |
| 4. | 〈"Afternoon"〉 |           |
| 5. | 〈"Doing It!"〉 |           |
| 6. | 〈"Sleep"〉     |           |
| 7. | 〈"Nightmare"〉 |           |
| 8. | 〈"Labyrinth"〉 |           |

세트 투
| #  | 제목                                 | 재생 시간 |
| -- | ------------------------------------ | --------- |
| 1. | 〈"The Beginning"〉                  |           |
| 2. | 〈"Beset By Creatures of the Deep"〉 |           |
| 3. | 〈"The Narrow Way"〉                 |           |
| 4. | 〈"The Pink Jungle"〉                |           |
| 5. | 〈"The Labyrinths of Auximines"〉    |           |
| 6. | 〈"Behold the Temple of Light"〉     |           |
| 7. | 〈"The End of the Beginning"〉       |           |

앙코르
| #  | 제목                                                                                | 재생 시간 |
| -- | ----------------------------------------------------------------------------------- | --------- |
| 1. | 〈"Interstellar Overdrive" (5월 24일 셰필드 공연에서)〉                             |           |
| 2. | 〈"Set the Controls for the Heart of the Sun" (6월 22일과 26일 맨체스터 공연에서)〉 |           |

## 투어 목록
| 날짜     | 도시         | 나라       | 장소                              |
| 유럽     | 유럽         | 유럽       | 유럽                              |
| -------- | ------------ | ---------- | --------------------------------- |
| 3월 27일 | 체스터필드   | 잉글랜드   | 세인트 제임스 파크                |
| 4월 14일 | 런던         | 잉글랜드   | 로열 페스티벌 홀                  |
| 4월 19일 | 슈투트가르트 | 서독       | SDR TV 빌라베르크 TV 스튜디오     |
| 4월 26일 | 런던         | 잉글랜드   | 브롬리 테크니컬 칼리지            |
| 4월 27일 | 버밍햄       | 잉글랜드   | 마더스                            |
| 5월 2일  | 맨체스터     | 잉글랜드   | 맨체스터 칼리지 오브 코머스       |
| 5월 3일  | 런던         | 잉글랜드   | 퀸 메리 칼리지                    |
| 5월 9일  | 사우샘프턴   | 잉글랜드   | 사우샘프턴 스튜던츠 유니언 대학교 |
| 5월 10일 | 노팅엄       | 잉글랜드   | 노츠 카운티 F.C.                  |
| 5월 12일 | 런던         | 잉글랜드   | BBC 라디오 1 탑 기어              |
| 5월 15일 | 셰필드       | 잉글랜드   | 로카르노 볼룸                     |
| 5월 16일 | 코번트리     | 잉글랜드   | 타운 홀                           |
| 5월 24일 | 리즈         | 잉글랜드   | 시티 오발 홀                      |
| 5월 25일 | 런던         | 잉글랜드   | 라운드하우스                      |
| 5월 29일 | 브리스틀     | 잉글랜드   | HTV TV 스튜디오                   |
| 5월 30일 | 크로이던     | 잉글랜드   | 페어필드 홀스                     |
| 5월 31일 | 옥스퍼드     | 잉글랜드   | 펨브로크 칼리지                   |
| 6월 8일  | 케임브리지   | 잉글랜드   | 렉스 볼룸                         |
| 6월 10일 | 벨파스트     | 북아일랜드 | 얼스터 홀                         |
| 6월 13일 | 엑서터       | 잉글랜드   | 엑서터 대학교                     |
| 6월 14일 | 브리스틀     | 잉글랜드   | 콜스턴 홀                         |
| 6월 15일 | 포츠머스     | 잉글랜드   | 길드홀                            |
| 6월 16일 | 브라이턴     | 잉글랜드   | 브라이턴 돔                       |
| 6월 20일 | 버밍햄       | 잉글랜드   | 타운 홀                           |
| 6월 21일 | 리버풀       | 잉글랜드   | 로열 필하모닉                     |
| 6월 22일 | 맨체스터     | 잉글랜드   | 프리 트레이드 홀                  |
| 6월 24일 | 옥스퍼드     | 잉글랜드   | 퀸스 칼리지                       |
| 6월 26일 | 런던         | 잉글랜드   | 로열 앨버트 홀                    |
| 9월 17일 | 암스테르담   | 네덜란드   | 콘세르트헤바우                    |
| 9월 24일 | 마스트리흐트 | 네덜란드   | 스타르게바우                      |

## 발매
4월 27일 (버밍햄)과 5월 2일 (맨체스터) 콘서트가 녹음이 되었고, 1969년 11월 "Ummagumma"의 앨범에 발매되었다. 암스테르담에서 1969년 9월 17일 녹음된 'The Early Years 1965-1972'는 2016년에 일부 발매되었다. 또 거기에는 1969: Dramatis/ation도 수록되어 있었다. 그 버전에는 1969년 4월 14일 런던의 로열 페스티벌 홀에서의 리허설 장면이 담겨있기도 하다.

## 투어 밴드
- 데이비드 길모어 – 일레트릭 기타, 어쿠스틱 기타, 타악기, 보컬
- 로저 워터스 – 베이스, 어쿠스틱 기타, 타악기, 보컬
- 리차드 라이트 – 오르간, 피아노, 멜로트론, 비브라폰, 트롬본, 보컬
- 닉 메이슨 – 드럼, 타악기